# Atletica (periodico)
Atletica è la rivista ufficiale della Federazione Italiana di Atletica Leggera, nonché una delle quattro pubblicazioni della federazione, insieme all'annuario federale, le Media Guide e Atletica Studi, pubblicazione a carattere scientifico.
La rivista venne fondata nel 1933 da Bruno Zauli.